# Гурдон (Ардеш)
Гурдон (фр. Gourdon) насеље је и општина у источној Француској у региону Рона-Алпи, у департману Ардеш која припада префектури Прива.
По подацима из 2011. године у општини је живело 97 становника, а густина насељености је износила 7,55 становника/km². Општина се простире на површини од 12,84 km². Налази се на средњој надморској висини од 600 метара (максималној 1.068 m, а минималној 514 m).

## Демографија
| 1962. | 1968. | 1975. | 1982. | 1990. | 1999. | 2011. |
| ----- | ----- | ----- | ----- | ----- | ----- | ----- |
| 99    | 133   | 99    | 96    | 83    | 79    | 97    |

График промене броја становника у току последњих година